# Oryzomys palustris
Oryzomys palustris és una espècie de mamífer rosegador de la família dels cricètids. És endèmic dels Estats Units (Alabama, Arkansas, Delaware, Florida, Geòrgia, Illinois, Kansas, Kentucky, Louisiana, Maryland, Mississipi, Missouri, Nova Jersey, Carolina del Nord, Carolina del Sud, Oklahoma, Tennessee, Texas i Virgínia). El seu hàbitat natural són els aiguamolls d'aigua dolça o salada. És una espècie en risc mínim, és a dir, no sembla que hi hagi cap amenaça significativa per a la seva supervivència.